# Nadau
Nadau és un grup de música que canta en occità. Nascut el 1973 a Tarba, format per Miquèu Maffrand, Jacques Roth i Paloumet Ninon, d'ençà s'ha convertit en un símbol de la lluita pel reconeixement de la llengua i la realitat occitana. De la seua mà han aparegut i crescut altres grups de música que conformaren el que es va conèixer com la nova cançó occitana. A més, han tingut un paper important en la creació i desenvolupament de La Calandreta (escola occitana) i en l'aparició de ràdios arreu del país.

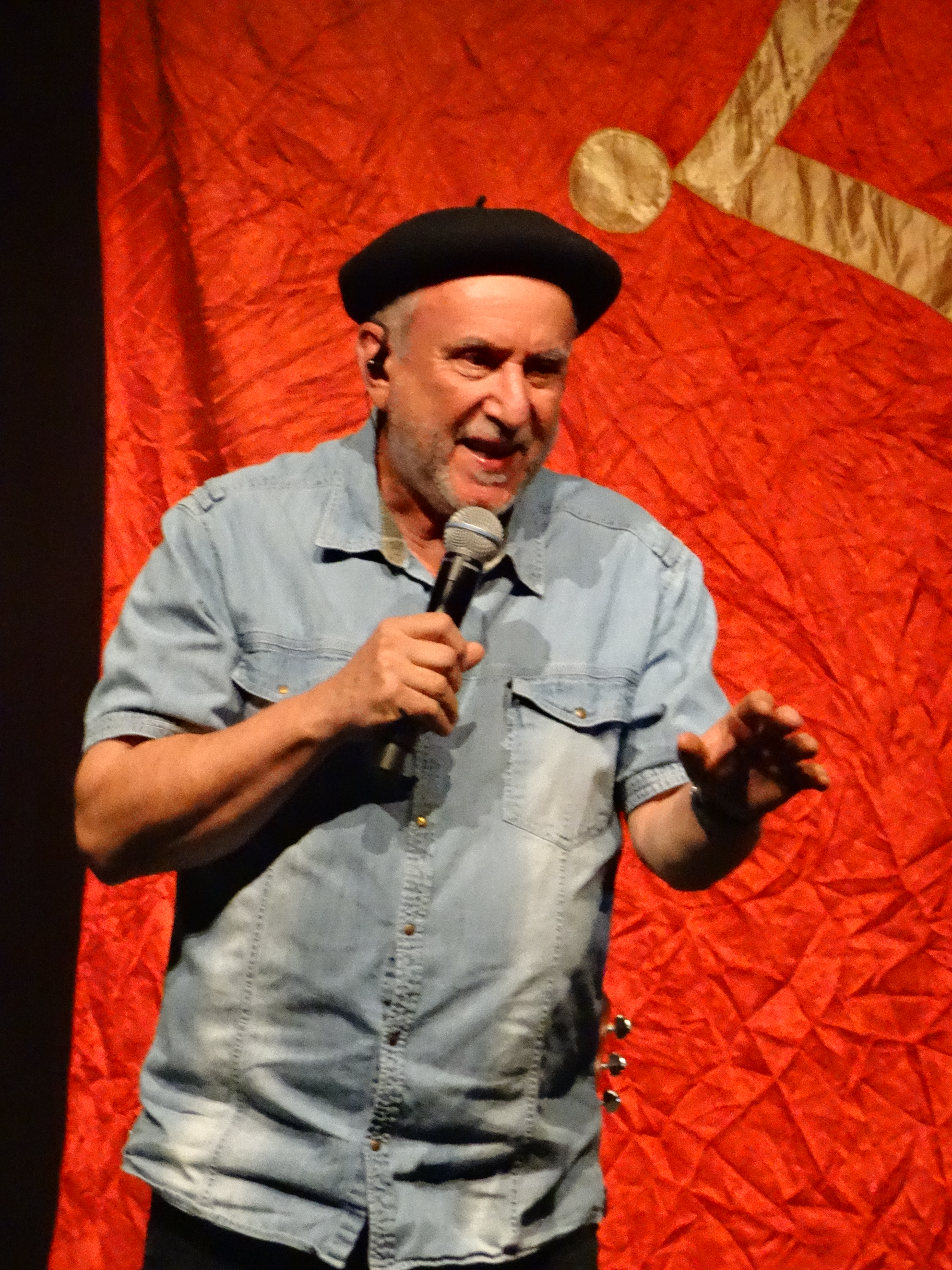
Jan de Nadau (Miquèu MAFFRAND)

Pel que fa a la creació artística, els temes són de temàtica diversa. Van des de la cançó protesta a temes tradicionals, passant per cançons d'amor i per a xiquets. També han sigut capaços de recuperar el so d'alguns instruments que s'havien perdut amb el temps, i mesclar-los amb la guitarra elèctrica.
La seva cançó més important és L'immortèla o De cap tà l'immortèla, composta l'any 1978 i que s'ha convertit en un himne popular del Bearn i d'Occitània.
També tingué molt ressò la seua cançó L'encantada del disc Nadau a l'Olympia del 2005. Aquesta cançó té més de vuit milions de visualitzacions a la plataforma Youtube.

## Discografia
- 1975: Monsur lo regent
- 1976: La venta a las enchèras
- 1978: L'immortèla
- 1982: T'on vas
- 1986: Qu'èm ço qui èm
- 1991: De cuu au vent
- 1994: Pengabelòt
- 1995: S'aví sabut (recopilatori)
- 1996: Nadau en companhia (concert en viu al Zénit de Pau)
- 1999: Plumalhon
- 2003: Saumon
- 2005: Nadau a l'Olympia (concert en viu)
- 2007: Maria
- 2010: Nadau a l'Olympia (concert en viu)
- 2017: Zénith de Pau (concert en viu)

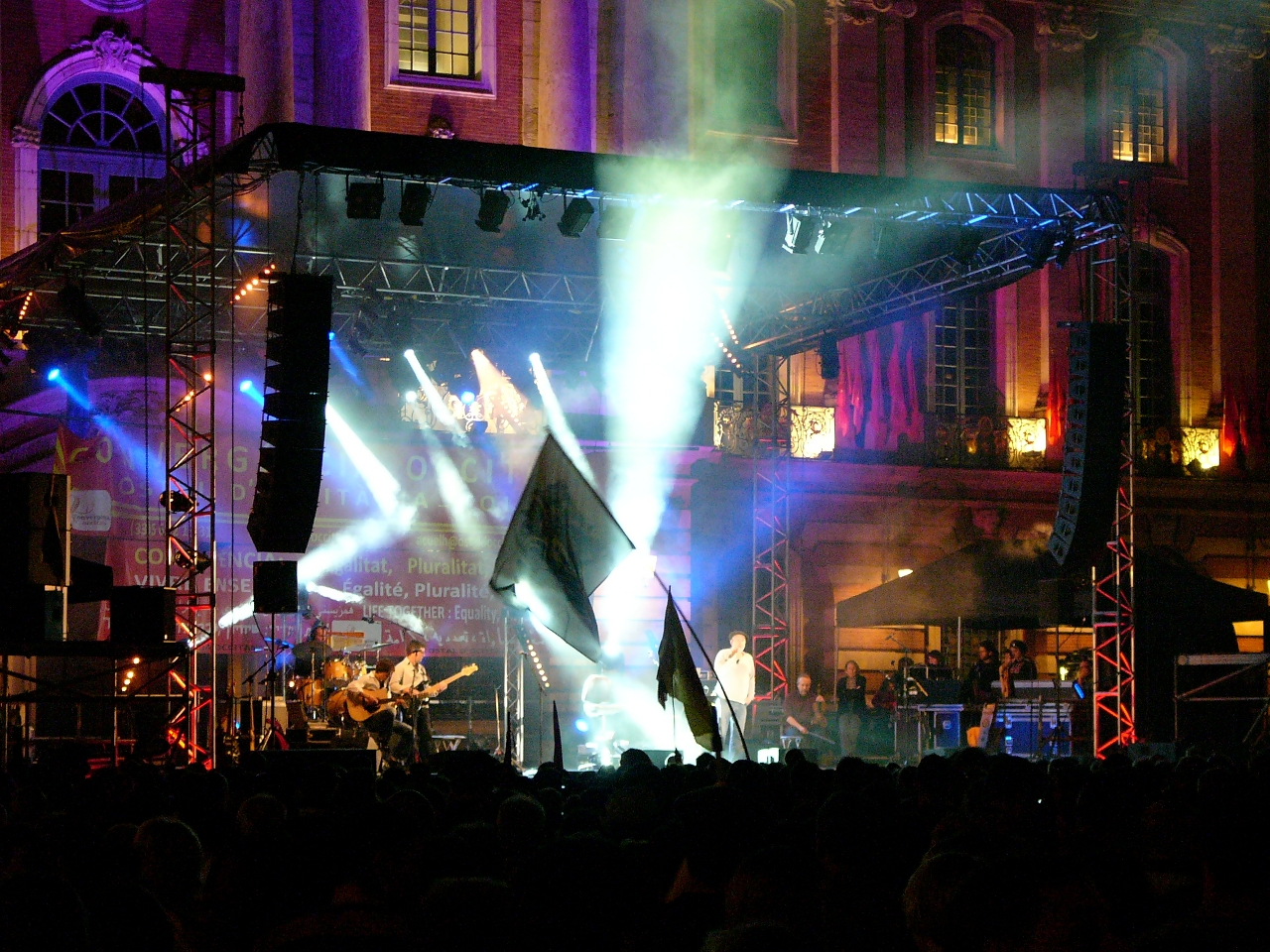
Nadau a Tolosa de Llenguadoc el 2012

## Videografia
- 1993: Nadau en companhia
- 1996: Nadau en companhia
- 2000: Nadau a l'Olympia
- 2002: Nadau en companhia
- 2005: Nadau a l'Olympia
- 2010: Olympia 2010

## Membres
- Miquèu MAFFRAND : cant, acordió diatònic, boa.
- Ninon MAFFRAND : cant, clavillars.
- Sèrgi CABOS : cant, guitarra elèctrica/acústica, baix.
- Jan-Pèir MEDOU : cant, guitarra elèctrica/acústica, baix.
- Fabrice MANCONI : bateria.
- Cédric PRIVÉ : violí.
- Michaël TEMPETTE : boa, bodega, pifre.
- Olivier ROBERT : so (àudio).
- Stephane LABORDE : tècnic.
- Alain GREGORY : llum.
- Christophe PALAY : tècnic.